# جدجد رؤيسي
جدجد رؤيسي (الاسم العلمي: Gryllus capitatus) هو نوع من الحشرات يتبع جنس الجدجد من فصيلة الجداجد الحقيقية.